# Spanische Badmintonmeisterschaft 1990
Die Spanische Badmintonmeisterschaft 1990 fand in Gijón statt. Es war die neunte Austragung der nationalen Titelkämpfe von Spanien im Badminton.

## Titelträger
| Disziplin    | Sieger                           |
| ------------ | -------------------------------- |
| Herreneinzel | David Serrano                    |
| Dameneinzel  | Cristina González                |
| Herrendoppel | José María Otero Ángel Fernández |
| Damendoppel  | Cristina González Esther Sanz    |
| Mixed        | David Serrano Cristina González  |